# Tocados por el fuego (cuento de Ray Bradbury)
Tocados por el fuego (título original en inglés: Touched with Fire) es un cuento del escritor estadounidense Ray Bradbury,
 publicado originalmente en la revista canadiense Maclean's (junio de 1954) con el título Shopping for Death.

Al año siguiente, el cuento fue revisado y cambiado su título para su publicación en la antología The October Country (1955). También fue reeditado en The Stories of Ray Bradbury (1980).

## Argumento
Dos vendedores de seguros desarrollan un proceso para predecir quién está a punto de morir prematuramente e intentan intervenir.

## Adaptaciones televisivas
Adaptado por Bradbury para el programa  Alfred Hitchcock Presents como Shopping for Death (T1 E18), fue emitido el 29 de enero de 1956. Dirigido por Robert Stevens está interpretado por Jo Van Fleet y Robert H. Harris.
También fue adaptado por el autor para la televisión en la serie The Ray Bradbury Theater. El episodio titulado Touched with Fire fue emitido el 3 de agosto de 1990. Dirigido por Roger Tompkins fue interpretado por Eileen Brennan, Barry Morse y Joseph Shaw.